# Jules Pasdeloup

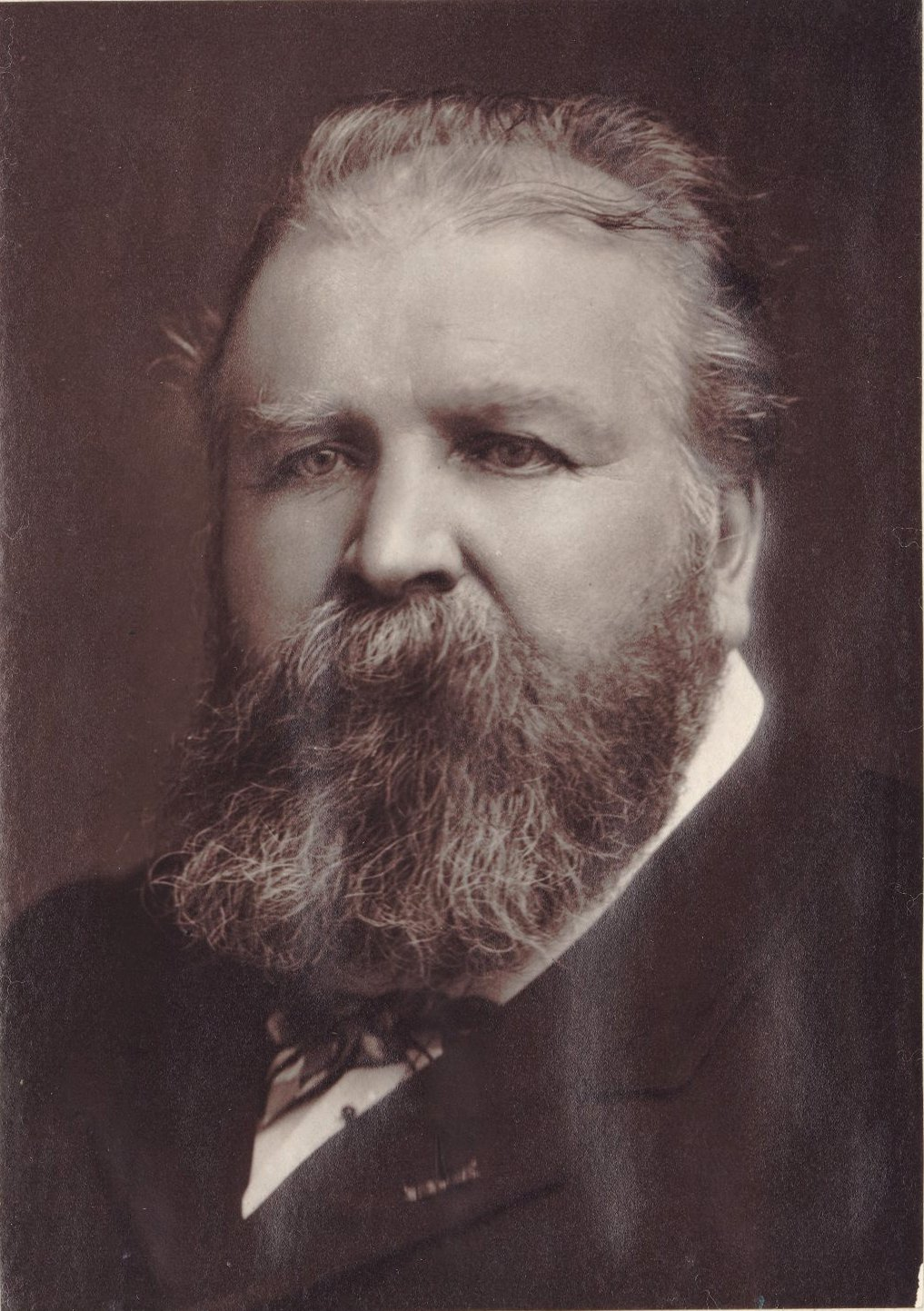
Jules Pasdeloup um 1880

Jules Étienne Pasdeloup (* 15. September 1819 in Paris; † 13. August 1887 in Fontainebleau) war ein französischer Dirigent. 

## Leben
Jules Pasdeloup studierte von 1829 bis 1833 Violine und Klavier am Pariser Konservatorium. 1851 gründete er die Société des Jeunes Artistes. 1861 begründete er mit einem eigenen Orchester die Concerts populaires, die bis kurz vor seinem Tode stattfanden und in denen er sich besonders der Verbreitung der Werke Richard Wagners und Robert Schumanns in Frankreich widmete. Die Konzerte fanden im Cirque Napoléon statt, das erste Mal am 27. Oktober 1861.
1918 ließ Serge Sandberg die Konzerte wieder aufleben, es entstand das bis heute aktive Orchestre Pasdeloup. Neben Édouard Colonne und Charles Lamoureux zählt Pasdeloup zu den bedeutenden Dirigenten und Konzertveranstaltern der zweiten Hälfte des 19. Jahrhunderts in Paris.